# CachyOS
CachyOS是基于Arch Linux，滚动发行的Linux发行版。用户可使用默认的桌面环境—KDE Plasma，或选择其他桌面环境，如GNOME、XFCE、Cinnamon等。 该操作系统易于安装、内搭建了方便用户管理的软件包管理器—Cachy Hello，以及默认浏览器Cachy Browser（基于Mozilla Firefox的改版）。CachyOS专注于高性能的优化设置，为用户提供了较好的游戏体验。 相对于原Arch Linux，安装和使用对于新手较为困难， CachyOS对于用户的友好性和简易性，适合想尝试基于Arch Linux的发行版的用户。